# Atmosfear (serie di giochi)
Atmosfear (conosciuta anche col nome originale Nightmare) è una serie di giochi da tavolo horror australiana realizzata nel 1991 da Phillip Tanner e Brett Clemens, arrivata in Italia nell'anno successivo.

## Il gioco
Lo scopo del gioco è quello di collezionare sei chiavi di colore differente, raggiungere la casella centrale del tabellone e quindi sconfiggere la creatura che soprassiede alla partita, la quale può variare a seconda della versione del gioco. Per sconfiggere tale creatura, detta "padrone" (in inglese, host) del gioco, i giocatori dovranno affrontare la loro paura più grande, che avranno precedentemente annotato su delle tessere Incubo (in inglese, Nightmare). Se nessuno dei giocatori è in grado di vincere la partita entro il limite di tempo stabilito, la creatura risulta vincitrice.
Nella confezione è inclusa una videocassetta (oppure, nelle versioni più recenti, un DVD) che funge da timer di gioco. Nel video viene mostrata la creatura antagonista, la quale appare saltuariamente durante la riproduzione fornendo istruzioni ai giocatori. Una volta raccolte tutte le chiavi e raggiunto il centro del tabellone, il giocatore vince la partita solo se, pescando dal mazzo delle tessere Incubo, trova una carta diversa dalla sua; in caso contrario, il giocatore è eliminato, le carte vengono rimescolate e la partita prosegue.

## Storia
Due anni dopo il lancio della prima versione del gioco nel 1991, venne raggiunto il numero di due milioni di copie vendute al pubblico. Da allora ne sono state pubblicate tre espansioni.
Un'importante rivisitazione del gioco fu pubblicata nel 1995 sotto il titolo di The Harbingers ("I messaggeri"), la quale raggiunse la top-ten dei giochi da tavolo più venduti in Gran Bretagna e negli Stati Uniti d'America durante i mesi della sua pubblicazione.
La serie fu riproposta nel 2004 con la pubblicazione di The Gatekeeper ("Il custode del cimitero"), al quale venne accluso un supporto DVD in sostituzione dell'ormai obsoleta cassetta VHS; inoltre, tale versione assicurava un gioco più longevo e meno ripetitivo per mezzo di un programma di randomizzazione degli eventi. 
Una seconda versione DVD fu pubblicata nel 2006, sotto il nome Khufu: The Mummy, esclusivamente per il mercato di Australia, Stati Uniti e Gran Bretagna.

## Edizioni pubblicate
- 1991 – Nightmare ("Atmosfear" gioco base)
- 1992 – Nightmare II, Baron Samedi ("Lo zombie")
- 1993 – Nightmare III, Anne de Chantraine ("La strega")
- 1994 – Nightmare IV, Elizabeth Bathory ("La vampira")
- 1995 (mai pubblicata) – Nightmare V, Khufu
- 1995 – Atmosfear: The Harbingers
- 1995 – Atmosfear: The Card Game
- 1995 – Atmosfear: Booster Tapes (espansione per "The Harbingers")
- 1996 – Atmosfear: The Soul Rangers (espansione per "The Harbingers)
- 1997 – Atmosfear: The Ultimate Conflict
- 2004 – Atmosfear: The DVD Board Game
- 2006 – Atmosfear: Khufu – The Mummy DVD Game (mai pubblicata in Italia)